# كولباستي
كولباستي  (بالتركية: Kolbastı)‏ هي رقصة شعبية تركية يعتقد انه نشئت في ثلاثينات من القرن الماضي في ميناء طرابزون على ساحل البحر الأسود في شمال شرق تركيا وترجمة كلمة كولباستي إلى العربية تعني الشخص المقبوض عليه من قبل الشرطة. نمت الرقصة الشعبتلك ية جداً في السنوات الأخيرة وانتشرت خارج المنطقة الرئيسية. وتستخدم حاليا لحفلات الزفاف والسهرات الليلية.

## أسطورة
وفقا للأسطورة الرقصة تقول أن دوريات الشرطة تاتي ليلا إلى المدينة لاعتقال السكارى وقد ألفوا بعض الاغاني والرقصات ومنها رقصة كولباستي.